# Hat Trick (canção)
"Hat Trick" é uma canção do trio norte-americano de folk-rock America, lançada no álbum Hat Trick, em 1973. A canção não foi lançada como single.
A faixa é, na verdade, um medley de canções distintas feitas por cada um dos integrantes e posteriormente unidas sob um único título. É a única canção da banda creditada aos três membros fundadores simultaneamente e também a maior canção do repertório da banda, com seus 8 minutos e meio. Segundo Gerry Beckley no livreto que acompanha o boxset de Highway: 30 Years of America, de 2000, a primeira parte da canção é de autoria de Dan Peek, a segunda parte (a partir de "Just a little of nothin'") é de sua autoria e a parte sobre a vila inglesa de Newton-under-Roseberry Topping é de autoria de Dewey Bunnell. Portanto, cada compositor canta a voz principal da parte que escreveu (os versos finais da canção, seguindo essa lógica, são de autoria de Gerry).
"Hat Trick" é diferente dos demais trabalhos da banda, justamente por apresentar uma característica experimental, como pode-se notar na parada que a canção apresenta para um solo de sapateado, e uma grande influência do rock progressivo, presente nas passagens instrumentais relativamente compridas (algo incomum para a sonoridade característica da banda).
Há a presença de convidados especiais para a canção, sendo eles: Carl Wilson e Bruce Johnston, da banda The Beach Boys, e de Lorene Yarnell, da dupla Shields & Yarnell.

## Ficha técnica
- Dan Peek, Dewey Bunnell e Gerry Beckley – vocal, piano, violão, produção
- Carl Wilson, Bruce Johnston, Billy Hinsche – backing vocals
- Lorene Yarnell – sapateado